# Westfield Sportscars
Westfield Sportscars es una compañía británica fabricante de automóviles deportivos biplaza descapotables. Su línea de producción más importante es un deportivo inspirado en el Lotus Seven.

## Modelos
- FW400
- Megabusa
- Megablade
- SE
- SEi & Sport
- SEiGHT
- SDV
- Sport Turbo
- XTR2
- XTR4
- XI

- Datos: Q2095422
- Multimedia: Westfield Sportscars / Q2095422